# Керченский железорудный бассейн
Ке́рченский железору́дный бассе́йн — железнорудный бассейн на Керченском полуострове.
Добыча руды в пределах бассейна началась в конце XIX столетия. Разработка велась карьерным способом. В результате экономического кризиса 1990-х годов добыча руды в месторождении прекращена.

## Характеристика
Месторождения железных руд приурочены к мульдам и прогибам широтного пролегания длиной 6—40 и шириной 1,5—13 км. Общая площадь бассейна более 250 квадратных километров. Рудный горизонт приурочен к морским киммерийским отложениям нижнего плиоцена и представлен пологозалегающими пластами песчано-глинистых пород с бурыми железняками. Главные месторождения: Очерет-Бурунское, Эльтиген-Ортельское, Кыз-Аульское, Новоселовское (южная группа); Катерлезское, Баксинское, Северное, Акманайское (северная группа). Мощность рудных отложений от 0,5—2 метров до 25—40 метров в центральных частях мульд (на глубине 140—180 метров). Главные типы руд: коричневые (сложены гидроферрихлоритом, ферримонтмориллонитом и гидрогетитом) и табачные (лептохлоритовые). Коричневые руды сформировались в верхней части пласта за счёт окисления табачных руд. Преобладающая часть руд характеризуется оолитовой текстурой. Запасы железных руд Керченского бассейна составляют 1,8 млрд тонн, в том числе 560 млн коричневых руд (с содержанием железа 37,5 %).
Одним из предприятий, занимавшихся добычей железной руды, был Камыш-Бурунский железорудный комбинат; в данный момент предприятие ликвидировано, в частности не только из-за низкого содержания железа в руде, но в особенности из-за повышенного содержания фосфора и серы, что приводило к технологическим сложностям при переработке руды традиционными способами. В позднесоветское время руду керченского месторождения перерабатывали в агломерат, так называемые «окатыши», либо на месте, либо в Мариуполе на специальной Агломерационной фабрике - подразделении "Азовстали".